# Magister equitum per Gallias
El magister equitum per Gallias fue un cargo militar usado durante el Bajo Imperio romano. Designaba a la persona que comandaba el ejército de campo en las diócesis de la Galia.

## Surgimiento
Durante el gobierno de Constantino I se produjo una de las más importantes reformas en la historia del ejército romano cuya característica principal fue la división del mismo en dos grupos diferentes: limitanei y comitatenses. La defensa de las fronteras quedó asignada a las unidades limitanei quienes permanecían fijas en sus posiciones mientras que se creó un gran ejército móvil —los comitateses— que acompañaba al emperador y apoyaba a los limitanei cuando se producía una invasión. Para comandar el ejército móvil se crearon dos cargos: el magister peditum y el magister equitum quienes dirigían la infantería y la caballería, respectivamente.
A la muerte de Constantino, el imperio se dividió en tres partes que fueron asignadas a sus hijos. Consecuentemente, el ejército móvil fue dividido y cada uno recibió una parte del mismo con sus propios magister peditum y equitum. En este periodo comenzó, también, la tendencia a separar del ejército de comitatenses grupos más pequeños que quedaban estacionados en diferentes áreas geográficas y que según su tamaño, eran dirigidos por magistri (los más grandes)  o por comites (los más pequeños). Cuando Constancio II reunió todo el Imperio bajo su gobierno, el mayor siguió siendo el que acompañaba al emperador, cuyos comandantes pasaron a añadir el término «praesentialis» a su título, mientras que a nivel regional existieron los siguientes:
Un grupo en la frontera oriental dirigido por un magister equitum.
Un grupo en la Galia comandado, también, por un magister equitum.
Dos grupos, más pequeños, en Ilirico y Tracia bajo un comes cada uno.
Otros grupos —los de menor entidad— en África y otras diócesis, también bajo comites.

## Características
A pesar de lo que indica el nombre del cargo, el magister equitum per Gallias comandaba tanto la caballería como la infantería. La Notitia dignitatum muestra que tenía a su cargo una gran parte del ejército ya que 58 de las 181 unidades comitatenses (unos 40 000 hombres) del ejército occidental estaban asignadas a él. Desde Estilicón quedó subordinado al mando del magister praesentialis quien, también, controlaba a los duces de los limitanei existentes en la Galia. El cargo se incluía dentro de los de más alto grado entre los que existían en el Imperio y como tal, llevaba aparejado el tratamiento de illustre.
En el ámbito judicial tenía la jurisdicción de primera instancia en temas que afectasen a sus comitantenses y la de segunda instancia en aquellos que afectaban a los limitanei establecidos en su área de influencia. Tenían un equipo de ayudantes civiles cuyas personas eran seleccionadas por los magistri praesentiales de entre las que componían el suyo.
Un princeps o jefe de gabinete.
Un commentariensis o encargado del diario de operaciones
Varios numerarii o contables.
Un adiutor o ayudante
Un regrendarius o registrador
Varios  secretarios.

## Titulares del cargo
En general, los individuos que ocuparon los cargos de magistri fueron promovidos entre los tribunos que comandaban los regimientos. Solían ser personas con escasa educación y en no pocas ocasiones, de origen bárbaro. Se conocen a las siguientes personas que lo ostentaron:
352-355 Claudio Silvano, bajo Constancio II.
355-356 Ursicino, bajo Constancio II.
356-357 Marcelo, bajo Constancio II.
357-358 Severo, bajo Constancio II.
359-360 Lupicino, bajo Constancio II.
360-361 Gomoario, bajo Constancio II.
362-369 Flavio Jovino, bajo Juliano, Joviano y Valentiniano I.
383 Valio, bajo Graciano.
388 Nannieno, bajo Máximo.
388 Quintio, bajo Máximo.
399 Flavio Gaudencio, bajo Honorio.
399-407: Flavio Gaudencio, bajo Honorio.
407: Sarus, bajo Honorio.
408: Cariobaudes, bajo Honorio.
408-417: Supresión temporal del cargo.
425-429: Flavio Aecio, bajo Valentiniano III.
429-430: Casio, bajo Valentiniano III.
439: Litorio, bajo Valentiniano III.
451-456/457: Agripino, bajo Valentiniano III; Petronio Máximo y Avito.
456/457-461/462: Egidio, bajo Mayoriano y Libio Severo.
462: Agripino, bajo Libio Severo.
463: Gondioc, bajo Libio Severo.
465-473: Vicentio, bajo Antemio y Olibrio.
472: Gundebaldo, bajo Antemio.
472: Bilimero, bajo Antemio.